# 遠鐵觀光開發
遠鐵觀光開發株式會社（日语：／）是一家總部位於靜岡縣濱松市的公司。主要在館山寺溫泉經營酒店和遊樂場。為遠鐵集團之一。現時法人在2011年（平成23年）成立，商號改為新遠鐵觀光開發株式會社，舊法人由母公司遠州鐵道收購合併。

## 概要
公司主要在濱名湖館山寺溫泉附近開展觀光休閒業務。經營的設施包括Wellseason濱名湖酒店、九重酒店、濱名湖PalPal、濱名湖八音盒博物館、館山寺索道、即日來回的溫泉設施華咲之湯。另外，在2007年4月起，公司成為了濱名湖館山寺莊的指定管理者。

## 歷史
- 1956年（昭和31年）5月14日 - 館山寺觀光開發株式會社成立。
- 1959年（昭和34年）7月18日 - 「遊園地」開放營業（堀江城蹟）。
- 1960年（昭和35年）
  - 10月1日 - 公司改名為遠鐵觀光開發株式會社。
  - 12月15日 - 日本首個跨越湖泊的「館山寺索道」開始營業。
- 1965年（昭和40年）5月26日 - 「遠鐵酒店」開始營業。
- 1968年（昭和43年）5月1日 - 「遠鐵酒店別館」開始營業（1979年2月28日結業）。
- 1971年（昭和46年）7月17日 - 「遊園地PalPal」開始營業。
- 1972年（昭和47年）7月16日 - 「遠鐵帝國酒店」開始營業。
- 1981年（昭和56年）4月28日 - 「濱松協和酒店（日语：ホテルコンコルド浜松）」開始營業。
- 1987年（昭和62年）9月6日 - 「九重酒店」開始營業。
- 1998年（平成10年）7月1日 - 酒店業務部門轉讓給「(株)濱松協和酒店」。
- 1999年（平成11年）7月24日 - 「濱名湖八音盒博物館」開始營業。
- 2007年（平成19年）4月1日 - 受到濱松市委託，國民宿舍（日语：国民宿舎）「濱名湖館山寺莊」開始營業。
- 2009年（平成21年）
  - 1月6日 - 「遠鐵帝國酒店」結業。
  - 6月29日 - 「遠鐵帝國酒店」翻新後以「Wellseason濱名湖酒店」的名義開幕。同時即日來回的溫泉設施「華咲之湯」開幕。
- 2011年（平成23年）
  - 4月1日 - 新遠鐵觀光開發株式會社成立。
  - 10月1日 - 新遠鐵觀光開發株式會社繼承遠鐵觀光開發株式會社的遊樂場、酒店和旅館業務。遠鐵觀光開發株式會社被遠州鐵道株式會社收購合併。新遠鐵觀光開發株式會社改變商號至新的「遠鐵觀光開發株式會社」。另外，觀光寺索道事業轉讓至遠州鐵道，遠鐵觀光開發負責運維管理。
- 2017年（平成29年）4月1日 - 收購合併(株)遠鐵帝國酒店，繼承遠鐵帝國酒店業務。
- 2018年（平成30年）1月7日 - 不再管理「濱名湖館山寺莊」。

## 注腳
1. ↑   （页面存档备份，存于）（日語）

## 外部連結
- 遠鐵觀光開發 （页面存档备份，存于）（日語）